# کلوتریمازول
کلوتریمازول (به انگلیسی: clotrimazole)
رده درمانی: ضدقارچ‌ها.
اشکال دارویی: قرص واژینال، قطره، کرم جلدی و واژینال

## موارد مصرف
کلوتریمازول یک ضد قارچ وسیع‌الطیف است که در درمان عفونت‌های قارچی ناشی از درماتوفیت‌ها، مخمرها، و مالاسزیا فورفور و درمان کاندیدیاز فرجی-مهبلی Vulvovaginitis ناشی از کاندیدا آلبیکانس و سایر گونه‌های کاندیدا مصرف می‌شود.
همچنین در درمان کاندیدیاز ناشی از کاندیدا آلبیکنس و سایر گونه‌های کاندیدا، کچلی بدن و ران و پای ناشی از تریکوفیتون روبروم، تریکوفیتون منتاگروفیس، اپیدرموفیتون فلوکوزوم و میکروسپوروم کانیس، تیناورسیکالر (ناشی از پیتی‌روسپوروم)، اریپکولار (مالاسزیا فورفور) و در درمان عفونت قارچی اطراف ناخن و کچلی ریش و سر مصرف می‌شود.

## مکانیسم اثر
کلوتریمازول با جلوگیری از تقسیم و رشد قارچ عمل می‌کند. کلوتریمازول یک داروی متوقف‌کنندهٔ رشد قارچ است و در درمان عفونت‌های قارچی بسیار مؤثر است ولی بسته به مقدار مصرف می‌تواند کشندهٔ قارچ نیز باشد. این دارو بیوسنتز ارگوسترول یا سایر استرول‌ها را مهار نموده و با آسیب رساندن به غشای سلولی قارچ و تغییر در نفوذپذیری آن، موجب خروج عناصر ضروری داخل سلولی و مرگ آن می‌شود. این دارو همچنین بیوسنتز تری‌گلیسیریدها و فسفولیپیدها توسط قارچ را مهار می‌کند. افزون بر این، این دارو با مهار فعالیت اکسیداتیو و پراکسیداتیو آنزیم‌ها، سبب ساخت غلظت‌های سمی هیدروژن پراکسید در درون سلول شده که ممکن است منجر به از بین رفتن اندامک‌های درون سلول و نکروز سلولی گردد. در کاندیدا آلبیکانس، این دارو از تبدیل بلاستورسپورها به شکل میسلی فعال قارچ جلوگیری می‌کند.

## عوارض جانبی
عوارض جانبی کلوتریمازول بسیار نادر بوده و ممکن است ندرتاً در برخی از افراد عوارض زیر را ایجاد نماید: سوزش و تحریکات واژن، بثورات جلدی، تکرر ادرار و درد در قسمت پایین شکم. همچنین از عوارض رایج این پماد ایجاد بی‌حسی شدید در ناحیهٔ تناسلی به‌خاطر دارا بودن مقادیر زیادی فاکتورهای بی‌حسی است؛ بنابراین توصیه می‌شود پس از مصرف دارو، در هنگام مقاربت جنسی از کاندوم استفاده شود.

## هشدارها
از تماس دارو با چشم خودداری شود.

## نکات قابل توصیه
۱ ـ رعایت نکات بهداشتی مانند استفاده از لباس زیر نخی یا استفاده از کاندوم در هنگام مقاربت به درمان کمک می‌کند.
۲ ـ در صورت مصرف دارو برای درمان کاندیدیاز، از به کار بردن پانسمان بسته در موضع خودداری شود.
۳ ـ در صورت عدم پاسخ به درمان بعد از اطمینان از عدم وجود سایر پاتوژن‌ها، دورهٔ درمان ممکن است مجدداً تکرار شود.

## اشکال دارویی
کرم موضعی: ۱٪
محلول موضعی: ۱٪
کرم واژینال: ۱٪
قرص واژینال: ۱۰۰ میلی‌گرم